# Ustanciosporium conophorum
Ustanciosporium conophorum är en svampart som beskrevs av M. Piepenbr. & Begerow 2000. Ustanciosporium conophorum ingår i släktet Ustanciosporium och familjen Anthracoideaceae.   Inga underarter finns listade i Catalogue of Life.